# جبل سيف الروح
جبل سيف الروح هي رواية إنترنت صينية تم تحويلها لمسلسل أنمي من إنتاج شركة تينسنت وستوديو دين عرض في يناير حتى مارس 2016 والموسم الثاني عرض في يناير حتى مارس 2017.